# دوري قرغيزستان لكرة القدم 1998
دوري قيرغيزستان لكرة القدم 1998 هو الموسم 7 من دوري قيرغيزستان لكرة القدم. فاز فيه FC Alga Bishkek ‏.